# Gladys del Campo
Gladys del Campo (Barranquilla, 10 de marzo de 1933-Pereira, 28 de agosto de 2008) fue una primera actriz colombiana de televisión, cine y teatro, cuyo verdadero nombre fue Gladys Quintero de Aldana.
Esta gran actriz colombiana, fue figura de la radio y la televisión con una importante participación en telenovelas, seriados y películas.

## Trayectoria
Comenzó su carrera como locutora en "Radio Sutatenza", y posteriormente trabajó en la emisora "Nueva Granada", donde su gusto por la música la llevó a implementar programas con contenido musical como Mi Tiplecito bohemio y Cocine cantando.
Una de sus grandes pasiones fue el teatro donde participó en varias obras con el Teatro Popular de Bogotá, entre otras Mi mujer es un conflicto, de gran éxito. Al mismo tiempo comenzó su carrera en la televisión donde representó diferentes personajes en telenovelas como Caminos de gloria, La Maraña, Sur verde y Manuelita Sáenz, en series como Dialogando y Caso juzgado, y en la muy recordada comedia Las señoritas Gutiérrez, junto a la reconocida primera actriz Teresa Gutiérrez. También incursionó en el cine con la película Pasado el meridiano del español José María Arzuaga.
Lamentablemente, por motivos de salud, en la década de los años 80 tuvo que retirarse definitivamente de la actuación y se trasladó a la ciudad de Pereira, Risaralda, donde falleció después de sufrir complicaciones pulmonares, en el año 2008.

## Filmografía

### Telenovelas
- Caminos de gloria (1973)
- La Maraña (1977)
- Las señoritas Gutiérrez (1977-1979) (protagonista)
- Manuelita Sáenz (1978) (reparto)
- Sur verde (1980) - Zulma Rebollo (villana principal)

### Seriados
- Dialogando
- Caso Juzgado

### Películas
- Pasado el meridiano (1967) - Elda (protagonista)